# Округ Стафорд (Вирџинија)
Округ Стафорд (енгл. Stafford County) је округ у америчкој савезној држави Вирџинија.

## Демографија
По попису из 2010. године број становника је 128.961, што је 36.515 (39,5%) становника више него 2000. године.
| Група             | 2000.          | 2010.          |
| Белци             | 74.027 (80,1%) | 87.434 (67,8%) |
| Афроамериканци    | 11.211 (12,1%) | 21.881 (17,0%) |
| Азијати           | 1.512 (1,6%)   | 3.620 (2,8%)   |
| Хиспаноамериканци | 3.342 (3,6%)   | 11.875 (9,2%)  |
| Укупно            | 92.446         | 128.961        |